# St. George Island Airport

i7
i11
i13
Der St. George Island Airport (IATA-Code: STG, ICAO-Code: PAPB) liegt auf der zu Alaska gehörenden Insel St. George in der Inselgruppe der Pribilof-Inseln. Der Platz verfügt über eine 1518 Meter lange und 45 Meter breite asphaltierte Start- und Landebahn in nordwestlicher/südöstlicher Ausrichtung und liegt rund sechs Kilometer südwestlich der gleichnamigen Hauptsiedlung der Insel.
Piloten müssen über der Insel von Mai bis Oktober wegen der Vögel und Seelöwen eine Mindestflughöhe von 1000 Fuß über Grund einhalten.
Die Fluggesellschaft Grant Aviation führt Linienflüge nach Dutch Harbor und St. Paul Island durch.